# Peter Arntz
Petrus Wilhelmus „Peter“ Arntz (* 5. Februar 1953 in Leuth, heute zu Berg en Dal) ist ein ehemaliger niederländischer Fußballspieler. 

## Vereinskarriere
Arntz war in der Eredivisie von 1970 bis 1976 für die Go Ahead Eagles – gemeinsam mit unter anderen Bert van Marwijk – und anschließend bis 1985 bei AZ'67 aktiv.
Sein Debüt in der Ehrendivision gab der linke Mittelfeldspieler im Dress von Go Ahead am 7. Februar 1971 in dem De Meer Stadion bei einer 1:5-Niederlage gegen Ajax. Sein erstes Tor in der höchsten niederländischen Liga erzielte er am 19. Dezember 1971 beim 2:2 im Heimspiel gegen NEC. Nach 142 Spielen (22 Tore) mit dem Team aus Deventer wechselte er zum AZ'67. 
Mit Alkmaar wurde er 1981 niederländischer Meister und Pokalsieger und holte zwei weitere Male den KNVB beker. 1981 drang er mit AZ auch in die Finalspiele des UEFA-Pokals vor, die das Team mit insgesamt 4:5 verlor. Im Halbfinale dieses Wettbewerbs hatte er zuvor beim FC Sochaux eins seiner zwei Tore in insgesamt 24 Europapokalspielen erzielt. Sein letztes Ligaspiel mit AZ Alkmaar machte er am 25. Mai 1986. Beim 1:1 gegen HFC Haarlem wurde er in der 88. Minute verabschiedet. 

## Nationalmannschaft
Von 1975 bis 1981 kam Arntz fünfmal in der niederländischen Nationalmannschaft zum Einsatz. Seinen Einstand gab er am 30. April 1975 bei der 0:1-Niederlage in Antwerpen gegen Belgien, bei der er nach der Pause für Wim van Hanegem eingewechselt wurde. Nach einem weiteren Einsatz gegen Jugoslawien im Mai 1975 wurde er in den Kader der Niederländer zur EM 1976 berufen. Bei der Endrunde in Jugoslawien kam er zu einem Einsatz; im „kleinen Finale“ wurde er nach 70 Minuten gegen seinen Vereinskameraden Kees Kist ausgewechselt. Auf seine letzten beiden Einsätze in Oranje musste Arntz fast fünf Jahre warten; erst Anfang 1981 spielte er jeweils noch eine Halbzeit bei der Mini-WM in Uruguay gegen Italien und in der WM-Qualifikation gegen Zypern.

## Nach der aktiven Zeit
In den 2000er Jahren ist Arntz als Scout für AZ Alkmaar tätig.